# Ritek
Ritek Corporation è un'azienda taiwanese conosciuta per la produzione di CD e DVD, schede di memoria e schermi.

È una dei più grandi produttori di supporti multimediali al mondo. Produce CD-R, CD-RW, DVD-R, DVD-R DL, DVD-RW, DVD+R, DVD+R DL, DVD+RW, DVD-RAM.
Per quanto riguarda le schede di memoria invece: CompactFlash, SD, MMC e RS-MMC.
I prodotti Ritek sono venduti da molti marchi: Fujifilm, Maxell, Memorex, Philips e Verbatim.
I marchi di proprietà Ritek sono: Ridata, Traxdata, e quella economica Arita.
Il primo schermo OLED taiwanese fu fabbricato da Ritek.
La RiTdisplay Corporation è una spin-off e membro del Gruppo Ritek e si dedica alla ricerca e produzione di schermi.